# Eremodraba intricatissima
Eremodraba intricatissima är en korsblommig växtart som först beskrevs av Rodolfo Amando Philippi, och fick sitt nu gällande namn av Otto Eugen Schulz. Eremodraba intricatissima ingår i släktet Eremodraba och familjen korsblommiga växter. Inga underarter finns listade i Catalogue of Life.